# Moulin Rouge!
Moulin Rouge (i marknadsföringssammanhang skrivet Moulin Rouge!) är en amerikansk-australisk musikalfilm från 2001, i regi av Baz Luhrmann. Den har Nicole Kidman, Ewan McGregor, John Leguizamo och Jim Broadbent i huvudrollerna.

## Handling
Den unga engelska poeten och författaren Christian (Ewan McGregor) 1899 till Paris och Montmartre. Han kommer där i kontakt med en grupp bohemer, inklusive den prostituerade Satine (Nicole Kidman) och målaren Toulouse-Lautrec. Satine är stjärnan på nattklubben och bordellen Moulin Rouge, vars ägare Harold Zidler blandar ihop Christian med hertigen av Worcester – tilltänkt som sponsor av klubbens nästa produktion.
Christian blir vid deras första möte förälskad i den vackra kurtisanen. Satine blir även hon, om än motvilligt, förtrollad av Christians sång och bryter därmed den gyllene regeln – att aldrig låta sig bindas av kärlek.
De unga älskande är tvungna att dölja sin kärlek, då Satine är bortlovad till den förmögne hertigen, som gör allt i sin makt för att med "ensamrätt" charmera kurtisanen med den ena romantiska supén efter den andra. Hertigen har även en hållhake på Zidler, i och med sina stora investeringar i den show som inom kort skall ha premiär på Moulin Rouge, vilket komplicerar de ungas kärlek ytterligare. Samtidigt hotar ännu en fara att slita Satine från sitt livs kärlek.

## Rollista
| Nicole Kidman     | – Satine               |
| Ewan McGregor     | – Christian            |
| John Leguizamo    | – Toulouse-Lautrec     |
| Jim Broadbent     | – Harold Zidler        |
| Richard Roxburgh  | – Hertigen             |
| Garry McDonald    | – Läkaren              |
| Jacek Koman       | – Argentinaren         |
| Matthew Whittet   | – Satie                |
| Kerry Walker      | – Marie                |
| Caroline O'Connor | – Nini Legs In The Air |
| Christine Anu     | – Arabia               |
| Natalie Mendoza   | – China Doll           |
| Lara Mulcahy      | – Môme Fromage         |
| David Wenham      | – Audrey               |
| Kylie Minogue     | – Den gröna fen        |

## Produktionen
Moulin Rouge regisserades av Baz Luhrmann, som även skrivit filmens manus tillsammans med Craig Pearce. Filmen innehåller flera stora sång- och dansnummer, spektakulära bilder och musik av bland andra Elton John, David Bowie och Queen. Den var en amerikansk-australiensisk samproduktion, och både regissör och kvinnlig huvudrollsinnehavare är från Australien.
Filmen baseras på boken Kameliadamen av Alexandre Dumas d.y.

## Distribution och mottagande
Filmen hade premiär på 2001 års upplaga av filmfestivalen i Cannes, där den tävlade om Guldpalmen. I Sverige hade den allmän biopremiär 5 oktober samma år, med Röda Kvarn i Stockholm som utsedd premiärbiograf.
Moulin Rouge blev en stor kommersiell framgång, med 179,2 miljoner US-dollar totalt från biljettintäkterna på bio. Den rosades också för Luhrmanns regi, ensemblen, musiken, kostymdesignen och produktionen i sin helhet. Filmen nådde åtta nomineringar inför 2002 års oscarsgala, och den vann två statyetter (bästa produktionsdesign och bästa kostymdesign).
Filmen har omnämnts som exempel på en postmodern film, baserat på dess estetiska uttryck, symbolik och kopplingar till både konst och populärkultur. Dess porträttering av prostitution/sexarbete är som en kombination av glamour, omoral, könsförtryck och kvinnlig relativ makt.

## Filmmusik

### Sånger
- "Nature Boy" – John Leguizamo[9]
- "The Sound of Music" – Christian, Toulouse, Satie
- "Green Fairy Medley (The Sound of Music/Children of the Revolution/Nature Boy)" – Christian, bohemerna, den gröna fen
- "Zidler's Rap Medley (Lady Marmalade/Zidler's Rap/Because We Can/Smells Like Teen Spirit)" – Zidler, Moulin Rouge-dansare
- "Sparkling Diamonds (Diamonds Are a Girl's Best Friend/Material Girl)" – Satine
- "Rhythm of the Night"
- "Your Song" – Christian
- "The Pitch: Spectacular Spectacular" – Zidler, Christian, Satine, Hertigen, bohemerna
- "One Day I'll Fly Away" – Satine
- "Elephant Love Medley" – Christian och Satine
- "Górecki" – Satine
- "Like a Virgin" – Zidler, Hertigen, kör
- "Come What May" – Christian och Satine
- "El Tango de Roxanne" – Argentinaren, Moulin Rouge-dansare, Christian
- "Fool to Believe" – Satine
- "The Show Must Go On" – Zidler, Satine, kör
- "Hindi Sad Diamonds (Chamma Chamma/Diamonds Are a Girl's Best Friend)" – Toulouse, Nini Legs-in-the-Air, Satine, kör
- "Come What May (Repris)" – Satine och Christian
- "Finale (The Show Must Go On/Children of the Revolution/Your Song/One Day I'll Fly Away/Come What May)" – Christian, Satine, kör
- "Nature Boy (Repris)" – Toulouse och Christian

### Låturval och originalartister
Följande lista är ett urval av sånger som förekommer i filmen, tillsammans med de artister som gjort sången populär.
- "Nature Boy" - Eden Ahbez (och senare av bland andra Nat King Cole och Céline Dion)
- "Complainte de la butte" – Georges Van Parys, Jean Renoir[9]
- "The Sound of Music"[9] – Mary Martin (och senare med Julie Andrews) (från Rodgers & Hammerstein-musikalen med samma namn)
- "The Lonely Goatherd" - även den från The Sound of Music
- "Children of the Revolution" – T. Rex[9]
- "Lady Marmalade" - Patti LaBelle (senare framförd av All Saints och i samband med filmens premiär av Christina Aguilera, Lil' Kim, Mýa & Pink och Missy Elliot)
- "The Lady is a Vamp" - Spice Girls
- "Because We Can" - Fatboy Slim
- "Rhythm of the Night" - Debarge
- "Smells Like Teen Spirit" - Nirvana
- "Diamonds Are a Girl's Best Friend" - Carol Channing (senare, och mer betydande, av Marilyn Monroe)
- "Material Girl" - Madonna
- "Diamond Dogs" - David Bowie
- "Your Song" - Elton John
- "Galop Infernal (cancan)" - Jacques Offenbach (sång i Spectacular, Spectacular)
- "One Day I'll Fly Away" - The Crusaders och senare av Randy Crawford bland många
- "Gorecki" - Lamb
- "Like a Virgin" - Madonna
- "Come What May" - Ewan McGregor & Nicole Kidman (skriven av David Baerwald, från början planerad till filmen Romeo + Julia)
- "Roxanne" - The Police (i filmen under namnet "El Tango De Roxanne")
- "The Show Must Go On" - Queen

Elephant Love Medley
- "Love Is Like Oxygen" - Sweet
- "Love Is A Many Splendored Thing" - Frank Sinatra
- "Up Where We Belong" - Buffy Sainte-Marie, Will Jennings och Jack Nitzsche för filmmusiken till En officer och gentleman (senare insjungen som en duett mellan Joe Cocker och Jennifer Warnes, som blev en stor hit 1982)
- "All You Need Is Love" - The Beatles
- "Lover's Game" - Chris Isaak
- "I Was Made for Lovin' You" - Kiss (senare av Paulina Rubio)
- "One More Night" - Phil Collins
- "Pride (In the Name of Love)" - U2
- "Don't Leave Me This Way" - Harold Melvin & the Blue Notes (senare framförd av Thelma Houston, The Communards, bland andra)
- "Silly Love Songs" - Paul McCartney och Wings
- (återkommande) "Up Where We Belong"
- "Heroes" - David Bowie (senare framförd av The Wallflowers)
- "I Will Always Love You" - Dolly Parton (och senare av Whitney Houston)
- "Your Song" - Elton John

### Soundtrack
| Nr  | Titel                                            | Framförd av                                                                       | Längd |
| --- | ------------------------------------------------ | --------------------------------------------------------------------------------- | ----- |
| 1.  | "Nature Boy"                                     | David Bowie                                                                       | 3:26  |
| 2.  | "Lady Marmalade"                                 | Christina Aguilera, Lil' Kim, Mýa och P!nk                                        | 4:25  |
| 3.  | "Because We Can"                                 | Fatboy Slim                                                                       | 3:27  |
| 4.  | "Sparkling Diamonds"                             | Nicole Kidman, Jim Broadbent, Caroline O'Connor, Natalie Mendoza och Lara Mulcahy |       |
| 5.  | "Rhythm of the Night"                            | Valeria                                                                           | 3:49  |
| 6.  | "Your Song"                                      | Ewan McGregor och Alessandro Saffina                                              | 3:39  |
| 7.  | "Children of the Revolution"                     | Bono, Gavin Friday och Maurice Seez                                               | 2:57  |
| 8.  | "One Day I'll Fly Away"                          | Nicole Kidman                                                                     | 3:17  |
| 9.  | "Diamond Dogs"                                   | Beck                                                                              |       |
| 10. | "Elephant Love Medley"                           | Nicole Kidman, Ewan McGregor och Jamie Allen                                      | 4:12  |
| 11. | "Come What May"                                  | Nicole Kidman och Ewan McGregor                                                   | 4:47  |
| 12. | "El Tango de Roxanne"                            | José Feliciano, Ewan McGregor och Jacek Koman                                     | 4:44  |
| 13. | "Complainte de la Butte"                         | Rufus Wainwright                                                                  | 3:07  |
| 14. | "Hindi Sad Diamonds"                             | Nicole Kidman, John Leguziamo och Alka Yagnik                                     | 3:38  |
| 15. | "Nature Boy" (Massive Attack remix)              | David Bowie och Massive Attack                                                    | 4:09  |
| 16. | "Lady Marmalade" (Thunderpuss radio mix version) | Christina Aguilera, Lil' Kim, Mýa och P!nk                                        | 4:10  |